# Gariwoodman
Gariwoodman — сольный проект российского рок-вокалиста и продюсера Сергея Гарифуллина, изначально основанный в 2014 году под названием Серый кит. Ранний этап творчества исполнителя ознаменован пацифистскими настроениями. В песнях активно поднимаются проблемы ядерного разоружения и экологии, а композиции обладают спокойным темпом, глубоким текстом и мягким вокальным тембром. Однако в последующем песням присуще более позитивное и мощное звучание, а одной из целей Gariwoodman стало открытие новых, независимых имен в русском роке. Композиция «Global Warming» на данный момент является самой короткой песней в мире. Точная длительность трека составляет ровно одну секунду.

## История

### 2014—2017:Летим на Марс
Днем основания коллектива считается 13 сентября 2014 года. Именно в этот день журналист РИА Новости Сергей Гарифуллин объявил о том, что группа приступает к работе над своим первым музыкальным альбомом Летим на Марс. По словам Сергея, название коллектива было придумано с целью обратить внимание общественности на проблему истребления серых китов — древнейших млекопитающих, занесённых в Красную книгу.
Поскольку никто из участников коллектива изначально не имел музыкального образования, первые полтора года ушли на получение и развитие профессиональных навыков: музыканты набирались опыта живых выступлениях, слушали композиции мэтров мирового рока, а также посещали курсы повышения игры на инструментах. В интервью информагентству «ЯрКуб» Сергей вспоминает:
Были большие проблемы с вокалом, так как здесь очень важна техника звукоизвлечения. Первые месяцы серьёзных репетиций порой визжал, как поросёнок. В итоге пришло время определиться: либо бросить затею, либо обратиться к преподавателю, который обладает знаниями по технике пения. Я выбрал второй вариант. За шесть месяцев меня привели в норму.
— Сергей Гарифуллин, 
Первой песней, выпущенной группой, стал социальный сингл «Путь наркомана», вышедший 27 марта 2016 года. Согласно видеоклипу к этой песне, снятому участниками группы на обычный мобильный телефон, композиция адресована подросткам, начинающим свой жизненный путь.
Второй сингл вышел спустя четыре месяца. Композиция «За пределы звёзд» посвящена опасной и общественно важной профессии космонавтов. Так, с момента освоения космоса погибло более 200 человек, принимавших непосредственное участие в космической гонке.
При работе над третьей песней под названием «Пацифистский чай» группа пригласила принять участие в записи хор московской детской школы искусств «Вдохновение» под руководством дирижёра Ольги Ординарцевой-Яковенко. Композиция вышла 7 ноября 2016 года, после чего музыканты отправились в свой дебютный акустический тур «Знакомьтесь, #Серый_кит». С октября по декабрь 2016 года группа отыграла 12 концертов в 11 городах России и таким образом вживую познакомилась со своими слушателями.
По завершении тура коллектив открыл краудфандинговый проект по сбору средств на дозапись дебютного альбома. В ходе кампании генеральным партнёром группы стала международная организация «Врачи мира за предотвращение ядерной войны», лауреаты Нобелевской премии мира 1985 года.
К огромному сожалению, с каждым днём проблема ядерного разоружения становится всё более актуальной. На кону — существование планеты. Если не обсудить это сейчас, то когда?! Мы очень уважаем музыкантов, которые поднимают в своём творчестве глобальные проблемы. Такими являются и ребята из «Серого кита». Поэтому мы их всячески поддерживаем.
— Сергей Колесников, председатель российского отделения ВМПЯВ, 
Четвёртым синглом коллектива стала песня «Лунный заяц», вышедшая 12 марта 2017 года. Композиция основывается на легенде о белом зайце, который «живёт на Луне в тени коричневого дерева гуйхуа и готовит снадобье бессмертия». По словам Сергея Гарифуллина, трек сочиняется с целью обратить внимание на восточную мифологию. «Лунный заяц» в целом получил положительные отзывы критиков. Издание «RockHit» назвало песню хитом, оценивая её максимальным баллом — 10 из 10.
Пятый сингл под названием «Я — бомба» вышел 5 июня 2017 года. Композиция исполняется от лица бомбы и носит антивоенный характер. Одним из фактов является отсутствие припева, что делает трек похожим на литературное произведение с чёткой структурой: вступление, основная часть и завершение. Видеоклип на песню был выложен на YouTube 12 июня 2017 года и менее чем за неделю набрал 100 000 просмотров.
Шестым и последним синглом первого альбома стала песня «Global Warming», выпущенная 1 августа 2017 года. Длительность композиции составила ровно одну секунду, что сделало её самой короткой в мире. По словам группы, нестандартный ход с хронометражем позволил поднять на новый уровень общественное обсуждение вокруг глобального потепления — серьёзной экологической проблемы.
15 августа 2017 года был опубликован трек-лист альбома Летим на Марс, а также стала известна итоговая длительность звучания пластинки — 35 минут 23 секунды. На YouTube-канале группы появился цикл видео, подробно рассказывающий о сути каждого трека. Предзаказ пластинки на iTunes открылся 28 августа. Спустя неделю, 4 сентября, состоялся её официальный релиз на всех цифровых платформах.
В поддержку альбома «Серый кит» отправился в двухмесячный тур «#ЛетимНаМарс», отыграв с сентября по начало ноября более 30-ти концертов в городах России. В ходе гастролей музыканты в течение 24-х часов в прямом эфире транслировали одни сутки из своей гастрольной жизни для привлечения внимании аудитории.

### 2017—2019:Друзья
О начале работы над новым альбомом под названием Друзья стало известно 31 октября 2017 года. В интервью журналу «RockWeek» Сергей Гарифуллин рассказал, что основной целью альбома станет открытие новых независимых имен в русском роке.
Все песни на пластинке будут записаны совместно с нашими рок-коллегами, неизвестными большому кругу слушателей. С музыкантами мы познакомились в рамках тура, выступали на одной сцене. И когда я слушал их песни, мне было страшно и дико за нынешнее положение дел в российской рок-музыке. Я не понимаю, почему они не звучат по радио. Давайте, наконец, покажем независимому слушателю молодые крутые коллективы.
— Сергей Гарифуллин, 
Для реализации планов 3 ноября коллектив запустил краудфандинговую кампанию по сбору средств на запись пластинки. В видеообращении группы большой акцент был сделан на то, что предстоящий альбом будет результатом совместной работы слушателей и музыкантов. К примеру, каждый желающий мог принять непосредственное участие в студийной записи, а также предложить свой вариант названия песен.
В начале марта в социальных сетях стали появляться новости о возможном ребрендинге коллектива в связи с грядущим мировым туром. А 22 марта было опубликовано официальное обращение группы к слушателям о том, что проект было решено переименовать в «Gariwoodman».
2 апреля в сети появилась совместная с лидером российской рок-группы «7Б» Иваном Демьяном композиция под названием «Эстелада». Она рассказывает о референдуме и акциях протеста в Каталонии. Песня вызвала серьёзный общественный резонанс, ряд СМИ обвинили музыкантов в поддержке сепаратизма. Однако, сам Сергей Гарифуллин отметил, что песня «не является политической, она про романтику баррикад, поцелуй красивой девушки и молодые ветра свободы».
Альбом Друзья вышел 10 апреля 2018 года. В этот же день стало известно, что Gariwooodman заключил трёхлетний контракт с лейблом «Первое музыкальное издательство». В поддержку пластинки музыкант отправился в «#ДружескийТур». Финальный концерт тура состоялся в московском клубе «Театръ». По его итогу был выпущен DVD-фильм под названием «Theater. Live». 15 января 2019 года состоялся релиз одноимённого концертного альбома, куда вошли версии композиций, исполненные вживую в рамках Rockweek Live Sessions, а также на московском концерте.

### 2019—н. в.:Воробьиный рок
8 февраля 2019 года в своём интервью Gariwoodman рассказал, что уходит в творческий отпуск до 2020 года. Музыкант пояснил, что он не бросает музыку, а отказывается от живых выступлений в связи с переездом в Азию. Он также добавил, что ведет планомерную работу над третьим студийным альбомом, который будет называться Воробьиный рок.
В течение 2019 года Сергей активно выкладывает каверы на англоязычные поп-хиты, а также снимает влоги о своей жизни на Тайване. 6 декабря на своей странице ВКонтакте музыкант анонсирует предзаказ нового альбома. Релиз пластинки состоялся 1 января 2020 года. В поддержку альбома 6 января 2020 года в Санкт-Петербурге прошёл большой концерт, на котором присутствовало более 1500 человек.

## Состав
| Текущие участники - Сергей Гарифуллин — вокал, ритм-гитара, тексты (2014—настоящее время) Бывшие участники - Владимир Олейников — ударные, перкуссия (2014—2017) | Сессионные музыканты - Антон Бойко — бас-гитара, соло-гитара, бэк-вокал (2015—2017) - Владислав Елизаров — синтезатор (2015—2017) - Андрей Якимов — бас-гитара (2017—2018) - Аркадий Астахов — соло-гитара (2017—2018) |

## Дискография

### Альбомы
- Летим на Марс (2017)
- Друзья (2018)
- Theater. Live (2019)
- Воробьиный рок (2020)
- Воробьиный рок. Live (2020)
- ПОСТРЭПРЕССИВ (2021)

### Синглы
* «Путь наркомана» (2016)
- «За пределы звёзд» (2016)
- «Пацифистский чай» (2016)
- «Лунный заяц» (2017)
- «Я — бомба» (2017)
- «Global Warming» (2017)
- «Рита» feat. Как Будто Будда (2018)
- «Moscow Metropolitan» (2018)
- «Эстелада» feat. Иван Демьян (2018)
- «Факел» (2019)
- «Расчёска для мыслей» (2019)
- «Воробьиный рок» (2019)
- «Вечерняя» (2019)
- ПЬЕР ВУДМАН (2020)
- ШКУРА (2020)
- ДАНИЛА БАГРОВ (2021)

|  |  |

## Видеография
| Год  | Клип                         | Режиссёр          | Альбом         |
| ---- | ---------------------------- | ----------------- | -------------- |
| 2014 | «Твои глаза»                 | Сергей Гарифуллин | —              |
| 2015 | «Белый кит»                  | Сергей Гарифуллин | —              |
| 2016 | «Путь наркомана»             | Сергей Гарифуллин | Летим на Марс  |
| 2017 | «Пацифистский чай»           | Александр Маков   | Летим на Марс  |
| 2018 | «Эстелада» feat. Иван Демьян | Александр Маков   | Друзья         |
| 2019 | «Летим на Марс»              | Сергей Гарифуллин | Летим на Марс  |
| 2020 | «Песня счастливого человека» | Сергей Гарифуллин | Воробьиный рок |

## Концертные туры
- «Знакомьтесь, #Серый_кит» (2016)
- «#ЛетимНаМарс» (2017)
- «#ДружескийТур» (2018)